# Chenillé-Changé
Chenillé-Changé korábbi község Franciaország Loire mente régiójában, Maine-et-Loire megyében. 2016. január 1-jén Champteussé-sur-Baconne községgel egyesült és Chenillé-Champteussé új község része lett.
Lakosainak száma 131 fő (2018. január 1.). Chenillé-Changé Chambellay, Champteussé-sur-Baconne, La Jaille-Yvon és Marigné községekkel határos.

## Népesség
A település népességének változása:
| Lakosok száma | 197  | 170  | 153  | 150  | 148  | 143  | 148  | 140  | 133  | 131  |
|               | 1962 | 1968 | 1982 | 1990 | 1999 | 2008 | 2011 | 2013 | 2017 | 2018 |